# Звезда Снедена
BPS CS22892-0052 (Звезда Снедена) — старая звезда II типа звездного населения, находящаяся на расстоянии 4,7 кпк от Солнца в гало Млечного Пути. Принадлежит к классу ультрамалометалличных звёзд (металличность [Fe/H]=-3.1), очень редкому подклассу звёзд с высоким содержанием возникающих при нейтронном захвате (r-процесс) элементов. Открыта Тимом Бирсом и коллегами на телескопе Шмидта в Межамериканской обсерватории Серро-Тололо в Чили. Длительные спектроскопические наблюдения с высоким разрешением, проводившиеся с 1995 года под руководством Криса Снедена из Техасского университета в Остине позволили определить содержание 53 химических элементов в составе звезды.
Начиная с бария (Z=56), содержание всех химических элементов в Солнечной системе носит отпечаток протекавших в более ранние эпохи r-процессов. Сравнение наблюдаемого содержания стабильного элемента, такого как европий (Z=63), и радиоактивного элемента тория (Z=90) позволило оценить содержание элементов r-процесса в ходе вспышки сверхновой II типа (работа выполнялась сотрудниками Университета Майнца и Университета Базеля под руководством Карла-Людвига Кратца и Фридриха-Карла Тильманна), что позволило наблюдателям определить возраст звезды равным приблизительно 13 миллиардам лет. Похожий возраст был получен для других крайне малометалличных звёзд  (CS31082-001, BD+17°3248 и HE 1523-0901) по отношению содержания тория и урана.